# جيريمياه بيلي
جيريمياه بيلي (بالإنجليزية: Jeremiah Bailey)‏ هو قاضي ومحامي وسياسي أمريكي، ولد في 1 مايو 1773، وتوفي في 6 يوليو 1853. انتخب عضو مجلس النواب الأمريكي.

## روابط خارجية
- جيريمياه بيلي على موقع الموسوعة البريطانية (الإنجليزية)